# Тарасов, Сергей Борисович
Сергей Борисович Тарасов (15 июля 1959 года, Фрунзе — 27 ноября 2009 года, поезд № 166, близ платформы Лыкошино, Тверская область) — российский государственный и политический деятель.

## Биография
1982 год — окончил Ленинградский кораблестроительный институт по специальности «Судостроение и судоремонт».
1981—1982 — секретарь комитета ВЛКСМ факультета.
1982—1986 — заведующий отделом Октябрьского РК ВЛКСМ.
1986—1989 — заместитель директора фирмы «Ленэкспо» в/о «Экспоцентр» ТПП СССР.
1989—1991 — начальник отдела совместного предприятия «Компан».
1991—1992 — генеральный директор ТОО «Тарис».
1992—1995 — заместитель генерального директора АОЗТ «УНИО».
1995—1996 — генеральный директор ТОО «Тарис».
В 1994 году стал депутатом Законодательного собрания Санкт-Петербурга. Явка в его округе не достигла положенных 25 %, но по решению мэра города Анатолия Собчака выборы были признаны состоявшимися.
1997—1998 — председатель Санкт-Петербургской общественной организации «Адмиралтейская перспектива».
1998—2002 — депутат Законодательного Собрания Санкт-Петербурга второго созыва, председатель Законодательного Собрания Санкт-Петербурга. В СМИ критиковались связи спикера С. Б. Тарасова, представителя законодательной ветви власти, с губернатором Владимиром Яковлевым и бизнесменом Александром Эбралидзе.
2000—2003 — обучался в Санкт-Петербургском государственном университете на факультете международных отношений.
C 2002 — депутат Законодательного Собрания Санкт-Петербурга третьего созыва.
C 12 ноября 2003 года — вице-губернатор Санкт-Петербурга, член правительства Санкт-Петербурга. Отвечал за политику Санкт-Петербурга в сферах науки, образования, культуры и СМИ, молодёжной политики и спорта.
В 2006 году защитил кандидатскую диссертацию по экономике на тему «Инновационное развитие мегаполиса через научно-образовательный потенциал».
В 2008—2009 — член Совета Федерации Федерального Собрания Российской Федерации — представитель от исполнительного органа государственной власти города Санкт-Петербурга. Член Комитета Совета Федерации по образованию и науке, член Комиссии Совета Федерации по делам молодёжи и туризму и член Комиссии Совета Федерации по культуре.
C 15 октября 2009 года — председатель правления Государственной компании «Российские автомобильные дороги» и член наблюдательного совета компании.
27 ноября 2009 года погиб в результате теракта при крушении поезда «Невский Экспресс» по дороге в Санкт-Петербург. Сергея Тарасова похоронили 1 декабря 2009 года на Никольском кладбище Александро-Невской Лавры в Санкт-Петербурге.

Могила Тарасова на Никольском кладбище Александро-Невской лавры в Санкт-Петербурге.

## Семья
10 октября 2009 года женился в третий раз на солистке балета Мариинского театра Анастасии Колеговой, с которой уже несколько лет совместно жил. Второй женой Сергея Тарасова являлась Варвара Владимирова — дочь актрисы Алисы Фрейндлих и режиссёра Игоря Владимирова. От этого брака у Тарасова осталось двое детей: дочь Анна и сын Никита. От первого брака у Сергея Тарасова осталась дочь Ольга.

## Награды
- Медаль «В память 300-летия Санкт-Петербурга» (2003)
- Медаль «В память 1000-летия Казани» (2005)
- Медаль «За отличную службу по охране общественного порядка» (1984)

## Классный чин
- Действительный государственный советник Санкт-Петербурга 1-го класса.